# Haematopota sidamensis
Haematopota sidamensis är en tvåvingeart som beskrevs av Surcouf 1908. Haematopota sidamensis ingår i släktet Haematopota och familjen bromsar.
Artens utbredningsområde är Etiopien. Inga underarter finns listade i Catalogue of Life.